# سرور ميرزا
 سرور ميرزا محمود اردلان  ولد في بغداد عام 1948 في الاعظمية درة بغداد محلة هيبة خاتون.
ونشأ من عائلة لأبوين من قومية كردية من السليمانية حلبجة، مكونة من عشرة افراد خمسة منهم اولاد والخمسة الأخرى اناث، صباح وفلاح وسردار وكل منهم له مكانة مهمة في تأريخ العراق، وفيهم المدرسة والمشرفة التربوية والأستاذة الجامعية والطبيبة والمعلمة، ترعرع من عائلة سعيدة لأب متعلم كان يعمل سكرتيرا لسياسي معروف الوزير جمال بابان، وام تقية مربية. شغل عدة مناصب منها رئيس قسم الجيولوجيا النووية، نائب رئيس جمعية الجيولوجيين، مدير العلاقات الدولية، المدير العام للشؤون الإدارية للمنظمة الطاقة الذرية في عهد الرئيس صدام حسين.

## تحصيله العلمي
- خريج أعدادية المركزية - الفرع العلمي 1965
- خريج كلية العلوم «قسم الجيولوجيا» 1970-1971
- ماجستير في علم الهيدروجيولوجيا بوردو فرنسا للدراسات العليا 1973-1976

## مناصبه
- شركة المعادن الوطنية 1971-1973
- سكرتير نقابة الجيولوجيين 1972-1973
- رئيس قسم الجيولوجيا النووية في منظمة الطاقة الذرية العراقية 1976-1978
- نائب رئيس جمعية الجيولوجيين 1976-1978
- مدير العلاقات الدولية 1978-1981
- مستشار علمي ونائب الممثل الدائم لدى الوكالة الدولية للطاقة الذرية في ممثلية العراق فيينا- النمسا 1981-1989
- نائب رئيس مؤتمر «الاستخدامات السلمية للطاقة الذرية» 1986
- عضو منتدى النخب والكفاءات العراقية في 2014
- عضو الوفد العراقي المشارك في مؤتمرات مراجعة معاهدة منع الانتشار منذ العام 1980  حتى عام2000
- عضو المجلس التنفيذي للهيئة العربية للطاقة الذرية العربية ومقرها في تونس
- ممثل العراق في المركز الإقليمي للنظائر المشعة ومقرها في القاهرة

## انجازات
- شارك في اعداد الخريطة الجيولوجية، وساهم في دراسة التقارير الجيولوجية الموجودة في شركة نفط العراق قبيل التأميم.
- ساهم باعداد الخطابات التي تلقى في الوكالة الدولية بمؤتمراتها السنوية ومجلس المحافظين عندما كان العراق أحد أعضائه والأمم المتحدة في مجال نزع السلاح ومؤتمرات المراجعة لمعاهدة عدم انتشار الاسلحة النووية.
- متابعة كافة نشاطات الوكالة الفنية والسياسية في مجالات التدريب والمساعدات الفنية.
- تنفيذ الأتفاقيات والتعاون الدولي والأقليمي الثنائية والمتعددة.
- المشاركة في المؤتمرات الفنية والسياسية الدولية وإلأقليمية وإعطاء الرأي لصنع القرار.
- إعداد مواقف العراق في المؤتمرات والاجتماعات الدولية والأقليمية النووية.
- تحديد كيفية وضع الخطط لتنفيذ إستراتيجية منظمة الطاقة الذرية العراقية.
- اشراك الباحثين في المؤتمرات العلميه والحلقات الدراسية المتخصصة، متابعة وتحليل النشاطات النووية في العالم    .
- اشرف على نقل أكثر من مائة طن من خامات (اليورانيوم) بواسطة طائرات النقل العراقية  الذي استطاع أن ينقل أكثر من مائة طن لأكثر من عشرة سفرات من النيجر إلى بغداد لأكثر من أسبوعين بالرغم من أن الحرب العراقية الإيرانية مستمرة حيث لم تستطع إسرائيل بشبكاتها العنكبوتية المتصلة دولياً أن تعلم عن الشحنات بالرغم من بدء عمليات الاغتيال والتخريب في فرنسا وأيطاليا.
- متابعة انشطة الوكالة في كافة المجالات لضمان زيادة التعاون العلمي والحصول على فرص أكبر للدورات التدريبية سواء داخل الوكالة أو في إحدى الدول المتقدمة.
- الاهتمام بمتابعة انشطة الوكالة وامكانية الحصول على أكبر قدر من التعاون العلمي لبرامج تفيد مجالات الطب والزراعة والصناعة.
- المشاركة في كافة اجتماعات الوكالة ومجلس المحافظين واعداد المواقف والمداخلات عند الضرورة.
- زيادة مشاركة الباحثين العراقين في الدورات التدريبية والزيارات العلمية التي تقيمها الوكالة سواء في فيينا أو في الدول المتقدمة الاعضاء فيها.
- تزويد المنظمة بأحدث البحوث والنشرات العلمية وما يطلب من تقارير تفيد برامج المنظمة وحتى السرية منها وبطرق بعيدة عن الشكوك.
- المشاركة في الاجتماعات الإقليمية مثل مجموعة ال77 والمجموعة العربية وترأس لجانها وحسب أهمية مواضيعها.
- دراسة انجزت في الهيئة العربية للطاقة الذرية، اقرتها الجامعة العربية حول مشروع تطبيق نظام الضمانات لمنع انتشار الاسلحة النووية في منطقة الشرق الأوسط.

## اعتزال العمل السياسي
في عام 2003 اجتث مع آخرين بقرار اجتثاث البعث وغادر العراق مجبر بعد ان طالت عمليات القتل والانتقام لكل من عمل اثناء الحكم الوطني واتجه إلى سوريا ومن بعدها إلى الإمارات العربية المتحدة مع زوجته وابنائه.

## مقالات الكاتب: سرور ميرزا محمود
- من الذاكرة البغدادية .. بيوتات العوائل والقابها
- من الذاكرة البغدادية .. رمضان في بغداد
- الأعظمية ومحبيها وصورتها الجميلة في ذاكرتي
- شذرات لذكريات الفطور الصباحي في بغداد للمطاعم المتنقلة والثابتة في الهواء الطلق في الأزقة والحارات والساحات في الزمن الجميل كما عايشناها
- العلاقات الدولية في اطارها الدبلوماسي والفني للبرنامج النووي العراقي
- رحلة ذكريات ومشاهدات ممتعة من الماضي الجميل عن مدرسة تطبيقات دار المعلمين الأبتدائية النوذجية
- التفتيش عن اسلحة الدمار الشامل في العراق